# János Lenkey
János Lenkey (în maghiară Lenkei és zádorfalvi Lenkey János, n. 7 septembrie 1807, Eger, Ungaria – d. 7 februarie 1850, Arad, Imperiul Austriac) a fost un general maghiar de honvezi care s-a remarcat în timpul Revoluției Maghiare de la 1848-1849.

## Biografie
S-a născut într-o familie din mica nobilime, fiind originar din comitatul Gömör-Kishont. A urmat o școală de ofițeri, iar după absolvire a intrat în Armata Imperială Austriacă. În primăvara anului 1848 era căpitan în compania a II-a a Regimentului 6 husari, ai cărui militari vor fi cunoscuți mai târziu ca husarii lui Württemberg și care vor purta din 1849 uniforme albastru deschis, 5 rânduri de șnururi galbene și chipiuri roșii. (Proprietarul regimentului a fost între anii 1817-1864 regele Württembergului.) Împreună cu unitatea sa, el a fost trimis în Galiția. După reprimarea brutală a mișcării poloneze de eliberare din Stanislau a intrat în conflict cu comandantul său, colonelul conte Alfred von Paar. Conflictul s-a acutizat atât de tare încât la 30 mai 1848 compania condusă de János Lenkey, din care mai făceau parte locotenentul Pompejus Fiáth și sergentul Bálint Harsányi, a dezertat și a trecut în circumstanțe aventuroase din Galiția în Ungaria.

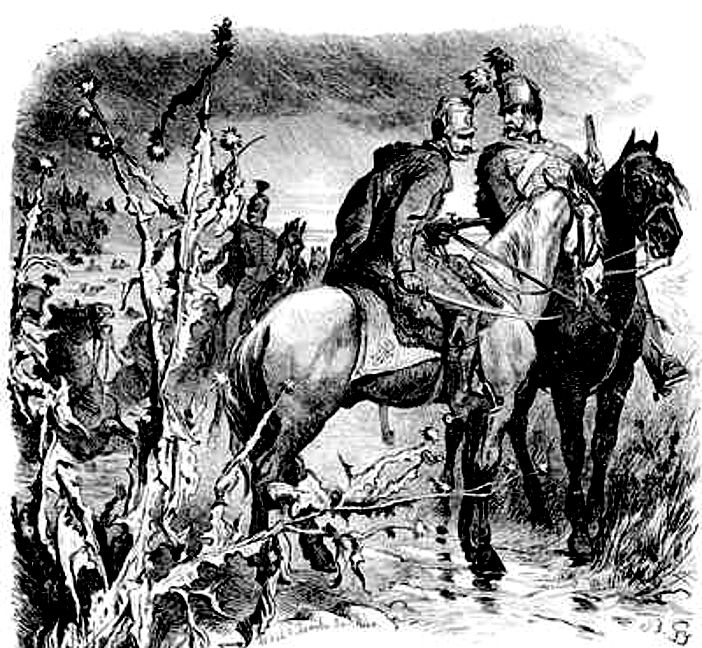
Gyula Benczúr: Întoarcerea husarilor lui Lenkey

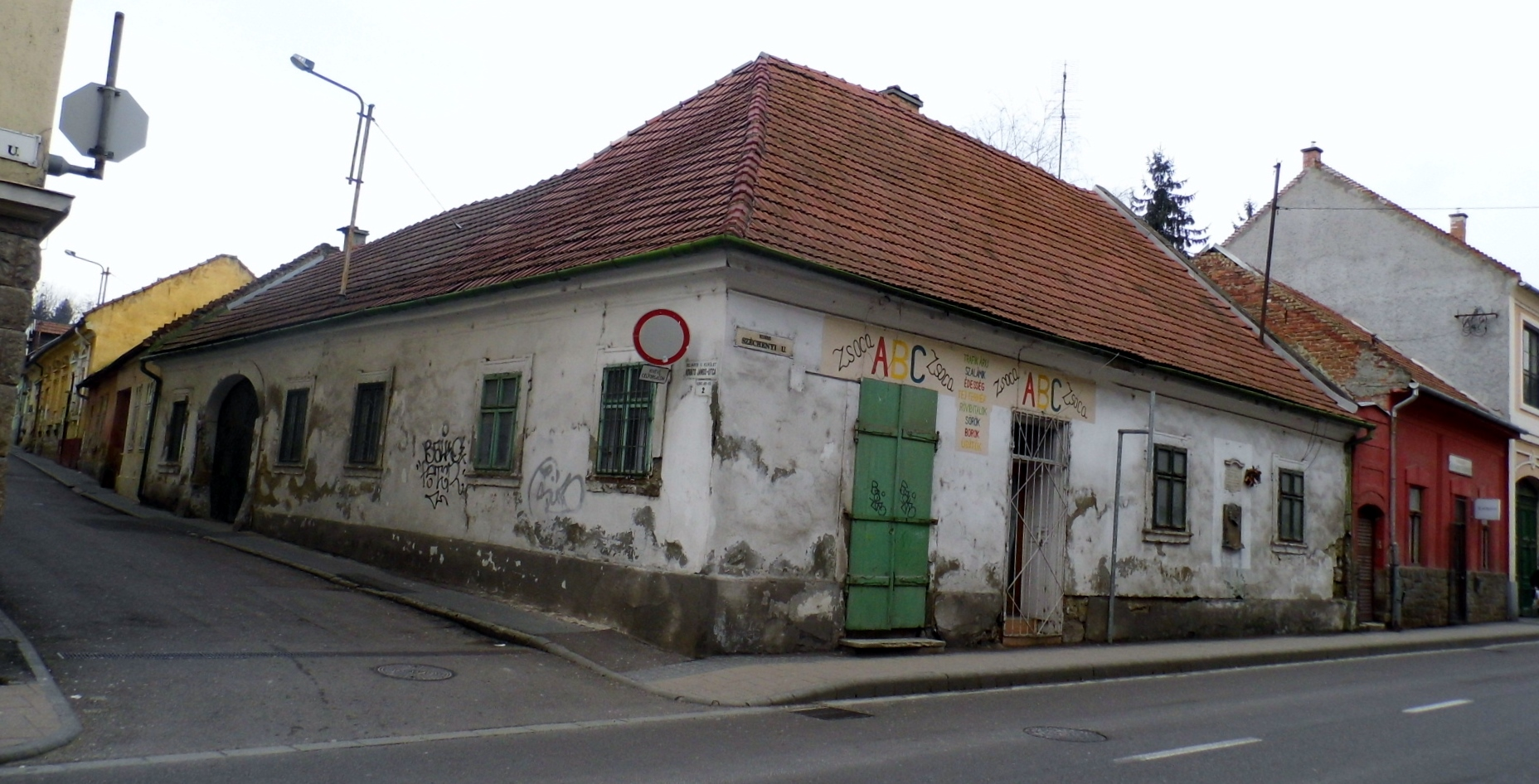
Casa în care s-a născut Lenkey în colțul format de străzile Kovács János și Széchenyi István

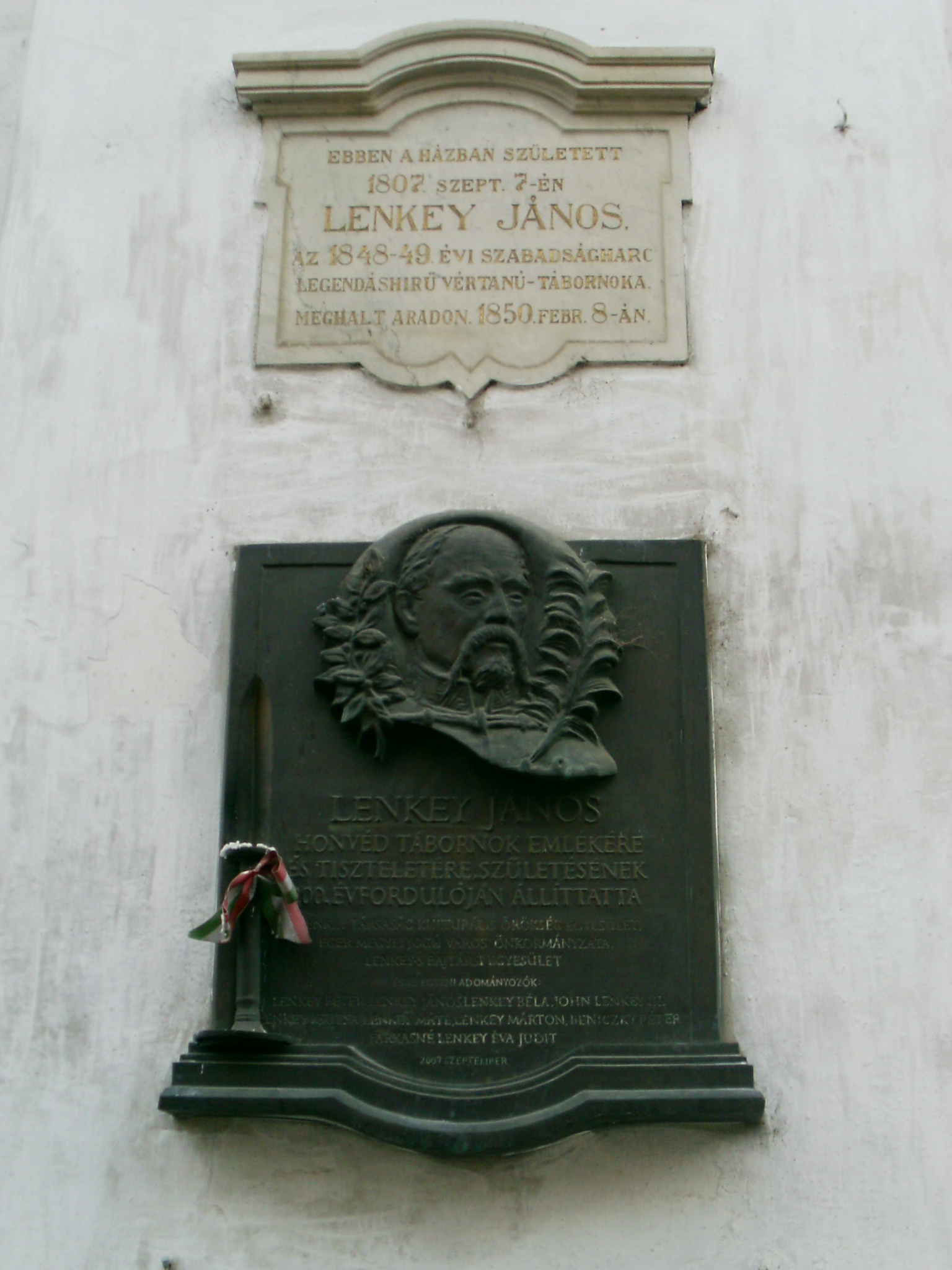
Plăci comemorative ale lui Lenkey pe peretele casei în care s-a născut

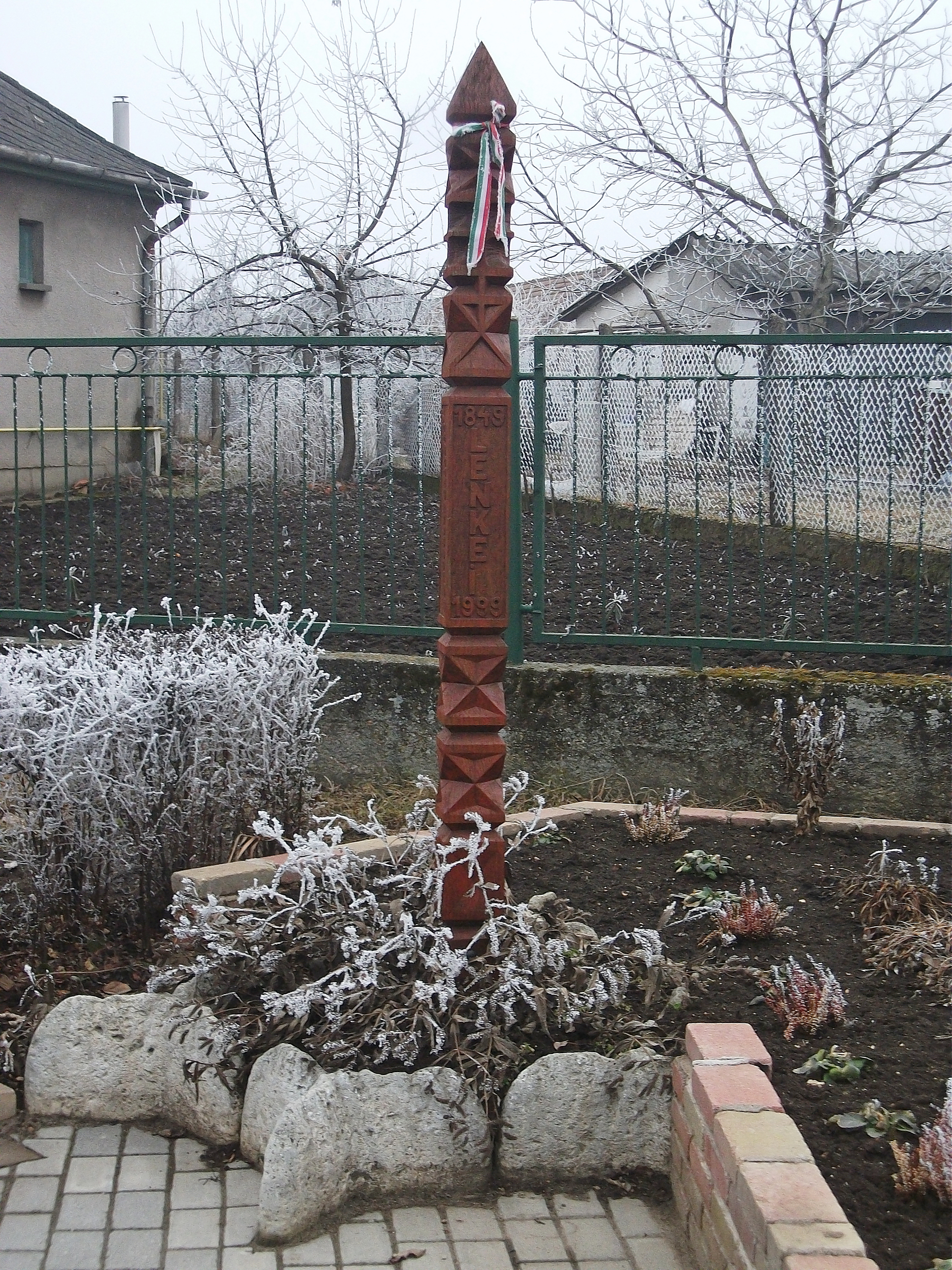
Stâlp funerar ridicat în amintirea lui Lenkey la Zichyújfalu

Pentru ministrul maghiar de război proaspăt numit, Lázár Mészáros, dezertarea lui Lenkey a constituit o problemă serioasă. Ministerul austriac de război a cerut pedepsirea lui Lenkey, dar populația maghiară a fost entuziasmată de modul în care au dezertat militarii. Exista pericolul ca Latour, ministrul austriac de război, să refuze în acest caz repatrierea deja promisă a miilor de militari din regimentele maghiare, de aceea Mészáros risca să-și piardă propria popularitate în cadrul armatei maghiare. Ministerul Maghiar de Război a condamnat într-un comunicat dezertarea companiei lui Lenkey și a ordonat investigarea cazului. Poetul Sándor Petőfi a scris poemul Lenkei százada în care poetul se ridică în apărarea lui Lenkey și condamnă procedura ministrului maghiar de război. Compania a fost „pedepsită” prin trimiterea să lupte, alături de austrieci, împotriva rebelilor sârbi. Compania a luptat cu onoare în luptele din sudul imperiului, iar, ca recompensă, János Lenkey a fost promovat colonel în octombrie 1848 și numit comandant al nou-înființatului Regiment 13 husari Hunyadi. Regimentului său i s-a alăturat temporar un grup de 150 de persoane conduse de Sándor Rózsa care erau gata să lupte pentru eliberarea Ungariei.
În decembrie 1848 el a devenit comandant al unei brigăzi din Corpul de armată din Bácska condus de generalul-maior Sándor Bakonyi. Bakonyi Sandor a părăsit pe 16 decembrie 1848 cauza luptei maghiare pentru independență, iar succesorul său, generalul conte Sándor Esterházy, a refuzat să execute ordinele Comisiei de Apărare Naționale de a se deplasa la Debrețin pentru a apăra orașul de trupele austriece atacatoare. La mijlocul lunii ianuarie 1849, la o întâlnire a ofițerilor de la Verbász (azi Vrbas), Esterházy a declarat că refuză să lupte împotriva trupelor imperiale. Corpul de armată a fost salvat de la destrămare prin acțiunea hotărâtă a generalului Károly Vécsey și a coloneilor János Lenkey și József Baudisz. Esterházy și aproximativ 40 de ofițeri au plecat, dar majoritatea soldaților au rămas.
Pe 15 martie 1849 a fost înaintat la gradul de general și numit comandant al garnizoanei din Komárom. El a reușit să ajungă în cetatea aflată sub asediu și a fost comandantul cetății până pe 20 aprilie 1849, când a sosit generalul Richárd Guyon. Numirea lui Guyon și Lenkey la conducerea trupelor din Komárom a fost o soluție necesară în contextul reorganizării armatei maghiare din martie 1849. Lenkey și-a îndeplinit sarcina în mod conștiincios, dar ca ofițer de husari nu avea cunoștințele necesare pentru a asigura menținerea poziției. La sfârșitul lunii mai a fost numit la comanda Diviziei de cavalerie de pe malurile Tisei, dar nu și-a preluat postul din cauză că a suferit o cădere psihică. Nu a mai participat la luptele de după aceea. După Capitularea de la Șiria a fost prizonier al armatei rusești și apoi al celei austriece. El a fost inculpat în procesul militarilor maghiari de la Arad, dar boala sa mentală s-a înrăutățit tot mai mult așa că procedura juridică împotriva lui a fost oprită. A murit nebun în închisoarea din cetatea Arad.
Mormântul lui este astăzi în orașul natal Eger. Epitaful de pe mormântul său din Arad conține următoarea inscripție:
„Lenkey N. János HONVÉD TÁBORNOK SZÜLETETT 1807. SZEPT. 7. EGERBEN
MEGHALT AZ ARADI VÁR BÖRTÖNÉBEN 1850. FEBR. 7. BÉKE HAMVAIRA!”—Epitaful de pe mormântul lui Lenkey din Arad